# Efemeride
En efemeride (fra græsk ἐφήμερος, ephēmérios "på dagen", fra epí: "på" og hēméra: Dag, dagbog, hvoraf dansk efemer eller efemerisk om noget forbigående, tilfældigt, uden varig værdi, betydningsløst) er en tabel, som primært angiver værdier for positionen af et bevægende astronomisk objekt på himmelkuglen på et bestemt tidspunkt eller til bestemte tidspunkter.
Ud over positionsangivelse kan en efemeride indeholde yderligere data om astronomiske fænomener til brug for astronomer og astrologer.
Typisk dækker efemerider flere århundreder, fortidige og fremtidige. De fremtidige kan beregnes, fordi himmelmekanikken udgør en nøjagtig teori. Alligevel optræder der faktorer, som kræver justeringer i tidens løb. De største usikkerheder knytter sig til planeternes positioner og skyldes indvirkning på deres baner fra de talrige asteroider, hvis masse for det meste ikke er nøjagtigt kendt og derfor gør deres virkning usikker.
Efemerider har historisk været trykte tabeller, men vil i nutiden ofte være dannet af et computerprogram, eventuelt interaktivt på internettet. Beregning af efemerider var blandt de første anvendelsesprogrammer til mekaniske computere.

## Udarbejdelse
Der anvendes forskellige efemerider af astronomer og astrologer. Til brug for astronomer angives positionen i et sfærisk polært koordinatsystem (som rektascension og deklination), fordi disse koordinater er almindeligt brugt i stjernekort og teleskoper. Forårspunktet (equinox) i det anvendte koordinatsystem må angives, og det er næsten altid enten forårspunktet for det nuværende øjeblik ("det aktuelle") eller et af de "standardiserede" forårspunkter, typisk J2000.0, B1950.0 eller J1900. Stjernekort er næsten altid tegnet i henhold til et af standard-forårspunkterne.
I astrologien benyttes længde langs den zodiacale ekliptika og undertiden deklination. Astrologiske stedsbestemmelser kan være angivet for enten middag eller midnat.
En efemeride er sædvanligvis kun helt korrekt for et bestemt sted på Jorden. I mange tilfælde er forskellene uden betydning, men for nære asteroider eller Månen kan efemeriden for det lokale sted være vigtig for resultatet.

## Indhold
Foruden den primære positionsbestemmelse indeholder efemerider ofte yderligere oplysninger om f.eks. formørkelser, retrograd bevægelse, siderisk tid, positionerne for de gennemsnitlige og sande månevendinger, Månens faser og endda undertiden positioner for mindre himmellegemer som eksempelvis Chiron. Til rent videnskabelig brug kan tabellerne desuden indeholde yderligere nyttige data om Månen, planeter, asteroider eller kometer som elongationen til Solen, klarhed, afstand, hastighed, tilsyneladende diameter på himlen, fasevinkel, tidspunkter for op- og nedgang og transit osv. Efemerider for planeten Saturn angiver nogle gange den tilsyneladende hældning af dens ring.

## Anvendelser
Efemerider for Solsystemet er af afgørende betydning for navigering af rumfartøjer og satellitter og for alle typer observationer af planeterne og deres måner samt stjerner og galakser. Efemerider indgår i nautiske værker til brug for navigation til søs. Desuden anvendes efemerider i astrologi.
For en satellit beskriver efemeriden dennes synlige omløbsbane i matematisk form. I Global Positioning Systemer (GPS) og andre Gnss-systemer indgår disse banedata i de signaler, som hver af systemernes satellitter udsender, og danner grundlag for beregningen af modtagerens position.
For at kunne bedømme sandsynligheden for en mulig kollision mellem to himmellegemer i Solsystemet er det nødvendigt at kende deres position og dennes tidsmæssige udvikling præcist. Derfor udvikles der efemeride-kataloger for asteroider, som gør det muligt at foretage en nærmere bestemmelse af deres ofte forholdsvis dårligt kendte baner. I denne forbindelse er deres krydsning af jordbanen af særlig betydning, da et nedslag på Jorden kunne være en katastrofal begivenhed.
Beregning af aspekterne Solens op- og nedgang og dens dagbue har særlig betydning ved beregning af effektiviteten af solenergianlæg og i arkitekturen til at bedømme virkningen af solindfald, hvorfor disse beregninger ofte er implementeret i CAD-software som et særligt lysmodul.
For at forenkle orienteringen i astrologiske efemerider angives oplysningerne som en vinkel (grad) inden for dyrekredsen. Anførsel af ekliptisk bredde er ofte ikke nødvendig til astrologisk brug.

## Efemeridetid
Efemeridetid er en dynamisk tid, der defineres som den variable T, der indgår i differensligningen for et himmellegemes bevægelse.
Den internationale astronomiske Union fastsatte i 1952 en speciel efemeridetid, der var korrigeret for periodiske udsving i jordens rotation. Tidsskalaen var i brug til 1984. Et efemeridesekund blev i 1958 defineret som 1/31.556.925,9747 af det tropiske år beregnet i år 1900 0d 12h. Efmeridetidssekundets længde var tæt på at være overensstemmende med middelsolsekundet i perioden fra 1750 til 1903.

## Historiske efemerider
Fra det 2. årtusinde f.Kr. kendes der efemerider fra Babylons astronomi og ligeledes de såkaldte Panchanga-tabeller baseret på Jyotisha i den vediske periode i indisk astronomi.
I Europa, Mellemøsten og Asien skete det første forsøg på at fremstille en efemeride omkring 1150, men der er først fra det 15. århundrede, der begynder at blive beregnet efemerider regelmæssigt. De er kendetegnet ved stort set altid at være en enkelt mands værk. Det drejer sig om:
- 1150 – Salomon Jarchus udarbejder den først kendte efemeride.
- 12. århundrede — Toledo-tabellerne, stort set efter arabiske Zij-kilder fra islamisk astronomi, blev redigeret af Gerard af Cremona og blev standarden for europæiske efemerider til fremkomsten af de alfonsinske tabeller.
- 13. århundrede — Zij-i Ilkhani eller Ilkhanic-tabellerne, blev samlet ved Maragheh observatoriet i Persien.
- 13. århundrede — de alfonsinske tabeller blev udfærdiget i Spanien for at rette unøjagtigheder i Toledo-tabellerne og forblev de gængse europæiske efemerider, til de pruteniske tabeller fremkom næsten 300 år senere.
- 1408 — Kinesiske efemeride-tabeller (en kopi findes i "Pepysian Library" i Cambridge). De kinesiske tabeller menes at have været kendt af Regiomontanus.
- 1504 — Mens han var forlist på øen Jamaica, forudsagde Christopher Columbus med held en måneformørkelse for de indfødte ved hjælp af efemeriderne fra tyske astronom Regiomontanus.
- 1551 — De pruteniske tabeller af Erasmus Reinhold blev udgivet, baseret på Copernicus' teorier.
- 1554 — Johannes Stadius udgav et velkendt værk, Ephemerides novae at auctae, som forsøgte at angive nøjagtige planetpositioner. Anstrengelserne kronedes ikke helt med held, eftersom der f.eks. var periodiske fejl i Merkurs position på op til ti grader.
- 1627 — De rudolfinske tabeller af Johannes Kepler blev den nye standard.

Efter dette tidspunkt fremkom der en lang række efemerider, som var årbøger og som derfor dels var mere nøjagtige og dels fremstillet som et samlet arbejde i et beregningskontor. Fremtrædende eksempler på disse er: 
- 1679 Connaissance des temps begyndte at udkomme og blev i 1797 blev overtaget af Bureau des longitudes.
- 1757 Astronomicae vindobonenses, blev udgivet til 1806.
- 1767 Den engelske The Nautical Almanac begynder at udkomme regelmæssigt hvert år. Til 1830 var det "Astronomer Royal", som stod for den, men derefter fik den sit eget beregningskontor
- 1775 Astronomicae mediolanenses udkom. Den fik i 1806 titlen: Astronomiche di Milano og ophørte i 1874.
- 1776 Berliner astronomisches Jahrbuch bliver udgivet regelmæssigt. Fra 1884 udarbejdes den ved et beregningsinstitut i Berlin.
- 1792 Almanaque náutico de San Fernando begynder at udkomme.
- 1804 Astronomicas de Coimbra
- 1855 The american ephemeris and nautical almanac begynder at udkomme.

De ovennævnte var primært rettet mod astronomernes arbejde. Der udkom desuden en Nautisches Jahrbuch (Annuaire nautique) fra 1852 og en Astronomisch-nautische Efemeride
Eksempler på nyere efemerider med et mere populært tilsnit er Annuaire du Bureau des Longitudes, som er udkommet regelmæssigt fra 1798, Annuaire de Bruxelles fra 1834, Wiener Astronomischer Kalender, Annuario di Napoli fra 1846, Madrid fra 1860, Tacubaya fra 1881, Rio de Janeiro fra 1885 og La Plata fra 1887.